# Macraspis xanthosticta
Macraspis xanthosticta är en skalbaggsart som beskrevs av Hermann Burmeister 1844. Macraspis xanthosticta ingår i släktet Macraspis och familjen Rutelidae. Inga underarter finns listade i Catalogue of Life.